# Expedición de investigación antártica británica, australiana y neozelandesa
La expedición de investigación antártica británica, australiana y neozelandesa (BANZARE), fue una expedición de investigación de la Antártida realizada entre los años 1929 y 1931, desarrollada mediante dos viajes consecutivos en los veranos australes de esos años. Fue una iniciativa de la Mancomunidad Británica de Naciones, impulsada más por la geopolítica que por la ciencia, y financiado por el Reino Unido, Australia y Nueva Zelanda. 

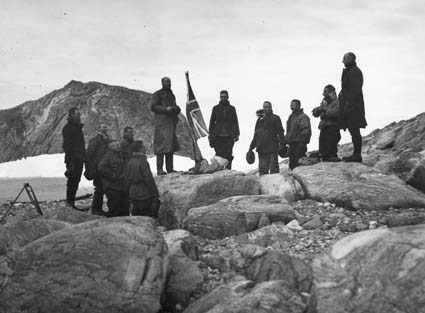
Douglas Mawson y su equipo reclamando la Tierra de Mac. Robertson para la Corona británica durante la BANZARE.

El líder de la BANZARE fue sir Douglas Mawson y hubo varios subcomandantes a bordo del RRS Discovery, el barco utilizado anteriormente por Robert Falcon Scott. El primer capitán del barco, K.N. Mackenzie, fue reemplazado por el capitán John King Davis durante el segundo verano de la expedición. La BANZARE, que también hizo varios vuelos cortos en un pequeño avión, cartografió la costa de la Antártida y descubrió la Tierra de Mac. Robertson y la Tierra de la Princesa Isabel (que más tarde fueron incorporadas al Territorio Antártico Australiano). 
Los viajes principalmente consistieron en una primera fase llamada "expedición exploratoria de adquisición", en la que Mawson fue haciendo proclamaciones de la soberanía británica sobre las tierras antárticas que pisaron en cada uno de sus cinco desembarcos, sabiendo que ese territorio sería entregado más tarde a Australia, como así ocurrió en 1933. Una de esas proclamaciones se hizo el 5 de enero de 1931 en el cabo Denison, el lugar donde la Expedición Antártica Australiana tuvo su base en 1912-1913. 
La BANZARE realizó también trabajos científicos, como resultado de los cuales se publicaron trece volúmenes sobre la geología, la oceanografía, la meteorología, el magnetismo terrestre, la zoología y botánica, entre 1937 y 1975. Robert Falla fue el zoólogo asistente.